# Francesco di Paola Cassetta
Francesco di Paola Cassetta (ur. 12 sierpnia 1841 w Rzymie, zm. 23 marca 1919 w Rzymie) – włoski duchowny katolicki, wysoki urzędnik Kurii Rzymskiej, kardynał.
Ukończył rzymskie seminarium (doktorat z teologii w 1863 i utroque iure w 1866). Święcenia kapłańskie otrzymał 10 czerwca 1865. Był kanonikiem patriarchalnej bazyliki liberiańskiej, a także prałatem domowym Jego Świątobliwości. Piastował funkcję referendariusza w Najwyższym Trybunale Sygnatury Apostolskiej od 1878. W 1884 został audytorem kardynała Wikariusza Rzymu. Działał także w kongregacjach Rozkrzewiania Wiary i w Świętym Oficjum.
2 grudnia 1884 nominowany na tytularnego biskupa Amathus. Sakry udzielił mu kardynał Lucido Maria Parocchi. W 1887 awansował na tytularne arcybiskupstwo Nikomedia. Od 1895 był tytularnym patriarchą Antiochii. Na konsystorzu z czerwca 1899 kreowany kardynałem prezbiterem San Crisogono. W latach 1902–1903 sprawował funkcję Kamerlinga Świętego Kolegium Kardynałów. Brał udział w konklawe 1903 i 1914 roku. W 1905 podniesiony do rangi kardynała-biskupa Sabiny. Od 1911 piastował urząd prefekta Świętej Kongregacji ds. Studiów. W tym samym roku przeniesiony z biskupstwa Sabiny do Frascati. Od stycznia 1914 Bibliotekarz i Archiwista Świętego Kościoła Rzymskiego, w lutym został jednocześnie prefektem Świętej Kongregacji Soboru Trydenckiego. W 1917 zrezygnował z funkcji Bibliotekarza. Był apostolskim wizytatorem Hospicjum Katechumenów, a także komisarzem apostolskich wizytacji włoskich diecezji. Zmarł w Rzymie, a pochowany został w kaplicy Ateneum "De Propaganda Fide" na cmentarzu Campo Verano.

## Biblioteka
- Sylwetka w słowniku biograficznym kardynałów Salvadora Mirandy
- Catholic-Hierarchy